# Hartley Shawcross
Hartley William Shawcross, Baron Shawcross (Gießen, Hesse; 4 de febrero de 1902-Wealden, Sussex Oriental; 10 de julio de 2003), conocido desde 1945 hasta 1959 como Sir Hartley Shawcross, fue un abogado y político laborista británico que actuó como principal fiscal británico en el Tribunal de Crímenes de Guerra de Núremberg. También fue el principal delegado de Reino Unido en las Naciones Unidas inmediatamente después de la Segunda Guerra Mundial y fiscal general de Inglaterra y Gales.

## Primeros años
Hartley William Shawcross nació en 1902 en Gießen, Alemania, hijo del profesor universitario John Shawcross y de la sufragista Hilda Shawcross. Una de sus tías era nuera del político John Bright. Sin embargo, creció en Sussex. Al principio recibió clases de un profesor particular, y luego asistió al Dulwich College, en el sur de Londres. Después de terminar la escuela, quiso ser médico y primero viajó a Ginebra, donde quería mejorar su francés. Allí fue a la universidad. Luego quiso volver a Inglaterra para formarse en el Hospital de San Bartolomé. Sin embargo, por casualidad conoció al sindicalista James Henry Thomas en Ginebra, que iba a asistir a una reunión internacional de socialistas.
De hecho, Shawcross optó por formarse como abogado y se graduó con honores en su mejor año. Mientras tanto, apoyó a Lewis Silkin en su campaña electoral y coqueteó con presentarse él mismo por el Partido Laborista en Birmingham, pero se retiró de esta empresa por razones financieras. Por ello, en 1925 fue admitido en el Gray's Inn.

## Carrera
A pesar de los problemas económicos, logró forjarse una reputación, de modo que sólo dos años después le ofrecieron puestos de profesor en Oxford y Liverpool. Shawcross eligió la Universidad de Liverpool, donde fue profesor titular de Derecho de 1927 a 1934.
Ya en 1927 se incorporó a un bufete de abogados de Liverpool dirigido por David Maxwell Fyfe. Como abogado, Shawcross se ganó rápidamente una buena reputación en Liverpool. Sus habilidades retóricas y su talento en el interrogatorio le ayudaron. Sus primeros casos importantes incluyeron la defensa de los propietarios de las minas tras el desastre de la mina Gresford Colliery en el norte de Gales, donde derrotó a la defensa liderada por Richard Stafford Cripps, y el juicio por asesinato de Buck Ruxton, en el que fue abogado junior de la corona. En 1934, la Universidad de Liverpool le nombró maestro de derecho honorario. Como consecuencia de su éxito, en 1939 fue nombrado Bencher de Gray's Inn, así como Crown Counsel.
Shawcross, que había hecho campaña por el Partido Laborista de Thomas en su juventud, se ofreció como traductor. Thomas aceptó la oferta y más tarde le aconsejó que hiciera carrera política, pero antes le recomendó que estudiara derecho. Se afilió al Partido Laborista y fue diputado por St Helens, Lancashire, de 1945 a 1958, siendo nombrado fiscal general en 1945 hasta 1951. En 1946, al debatir la derogación de las leyes contra los sindicatos en la Cámara de los Comunes, Shawcross dijo supuestamente "Ahora somos los amos", una frase que llegó a perseguirle.

### Segunda Guerra Mundial
Después de eso, comenzó la Segunda Guerra Mundial. Shawcross se alistó rápidamente como reservista, pero inicialmente fue presidente del Tribunal de Extranjeros Enemigos en 1939/1940. A continuación, comenzó su servicio de guerra con la esperanza de ascender en la Royal Navy, pero fue inválido por una lesión en la columna vertebral. Sin embargo, no volvió a ejercer su antigua profesión de abogado. Ya en 1940 aceptó un trabajo como asesor jurídico en la Defensa Civil. En 1941 se convirtió en vicepresidente del Tribunal de Sesiones Trimestrales de East Sussex, y también en juez de paz de Sussex. Ese mismo año también fue nombrado Recorder de Salford. Fue el juez más joven en recibir este honor.
A partir de 1942 fue también Comisario Regional del Noroeste de Inglaterra y desde 1943 Presidente de la Comisión de Salarios de Hostelería. Ocupó estos puestos hasta 1945. Ese mismo año fue elegido miembro de la Cámara de los Comunes por el Partido Laborista y la circunscripción de St Helens, en Merseyside. Su hermano Christopher Shawcross se convirtió en diputado por Widnes al mismo tiempo. Hartley Shawcross también fue nombrado Oficial de la Orden del Imperio Británico. Shawcross intentó rechazar este honor, pero fue rechazado. También sucedió a su viejo amigo Sir David Maxwell Fyfe como Fiscal General del Reino Unido, y en esta ocasión fue ennoblecido como Caballero Bachiller.
Fue nombrado caballero en 1945 tras su nombramiento como Fiscal General y nombrado fiscal jefe del Reino Unido en los juicios de Núremberg.

### Juicios de Núremberg
Al mismo tiempo, Shawcross fue propuesto como nuevo presidente del Tribunal Supremo de Inglaterra y Gales, pero rechazó el puesto, en parte por motivos de principios y en parte por su recién despertado interés por la política. Propuso a Raynor Goddard como sustituto. Más tarde, Shawcross también rechazó las candidaturas a Master of the Rolls y Lord Chancellor. En cambio, aceptó la oferta de convertirse en el principal delegado del Reino Unido en las Naciones Unidas. Ocupó este puesto hasta 1949. A continuación, se convirtió en el representante británico permanente ante el Tribunal Internacional de Justicia hasta 1967. Como fiscal general, también se convirtió en el fiscal jefe británico en los juicios de Núremberg tras la Segunda Guerra Mundial. Contó con la ayuda de David Maxwell Fyfe, entre otros. Una vez finalizado este compromiso, en 1946, fue admitido en el Consejo Privado y nombrado Recorder de Kingston upon Thames.
La defensa de Shawcross ante el Juicio de Núremberg fue apasionada. Su frase más famosa fue: "Llega un momento en el que un hombre debe negarse a responder ante su líder si quiere responder también ante su propia conciencia".
Evitó el estilo cruzado de los fiscales estadounidenses, soviéticos y franceses. El discurso de apertura de Shawcross, que duró dos días, el 26 y el 27 de julio de 1946, trató de socavar cualquier creencia de que los Juicios de Núremberg eran una "justicia de vencedores" en el sentido de que se trataba de una venganza contra los enemigos derrotados. Se centró en el estado de derecho y demostró que las leyes que los acusados habían infringido, expresadas en tratados y acuerdos internacionales, eran aquellas en las que la Alemania de preguerra había sido parte. En su discurso de clausura, ridiculizó cualquier idea de que alguno de los acusados pudiera haber permanecido ignorante de la Aktion T4, el exterminio de miles de alemanes por ser viejos o enfermos mentales. Utilizó el mismo argumento con respecto a otros millones de personas "aniquiladas en las cámaras de gas o por fusilamiento" y mantuvo que cada uno de los 22 acusados fue parte del "asesinato común en sus formas más despiadadas".
En 1948 Shawcross fue fiscal en el Tribunal Lynskey, otros casos importantes de esa época fueron sus procesamientos de William Joyce, Klaus Fuchs y John Haigh. Shawcross ganó los tres casos, incluso derrotando a su viejo amigo Davis Maxwell Fyfe en el caso Haigh. Sin embargo, durante este periodo se enfrentó regularmente a la prensa, aunque en general se le consideraba uno de los principales políticos y abogados de Reino Unido. 
De acuerdo con Ben Ferencz, Shawcross señaló que "el derecho a la intervención humanitaria en nombre de los hombres pisoteado por un estado de una manera que escandaliza el sentido de la humanidad se ha considerado durante mucho tiempo como parte del derecho de la naciones".

### Fiscal General y Factótum de la ONU
Como fiscal general, procesó a William Joyce ("Lord Haw-Haw") y a John Amery por traición, a Klaus Fuchs y Alan Nunn May por entregar secretos atómicos a la Unión Soviética, y a John George Haigh, "el asesino del baño de ácido".
De 1945 a 1949, fue el principal delegado de Reino Unido en las Naciones Unidas y participó en la adopción oficial de la Bandera de las Naciones Unidas en 1946, pero fue retirado en 1948 para dirigir los intereses del gobierno en el tribunal Lynskey. En cualquier caso, Shawcross siguió siendo fiscal general hasta 1951, cuando paso a ocupar brevemente el cargo de presidente de la Junta de Comercio hasta la derrota del gobierno laborista en las elecciones de ese año. Antes de eso, también se consideró posible un nombramiento como Secretario de Asuntos Exteriores.
Shawcross dejó su nombre a un principio parlamentario, en una defensa de su conducta en relación con una huelga ilegal, según el cual el fiscal general "no debe ser presionado, y no lo es, por sus colegas en la cuestión" de establecer o no procedimientos penales.
En 1951, sustituyó a Harold Wilson como Presidente del Consejo de Comercio, después de que Wilson y los miembros bevanistas del Gabinete dimitieran en protesta por la introducción de tasas por prescripción para el Servicio Nacional de Salud por parte del Ministro de Hacienda Hugh Gaitskell.

### Retorno a la oposición
Sin embargo, los laboristas perdieron las elecciones a la Cámara de los Comunes británica de 1951 y tuvieron que pasar a la oposición. Como resultado, Shawcross perdió cierto interés por la política y se dedicó más a su profesión de abogado. Como tal, defendió a la Organización Rank y a Bernard Docker, entre otros, lo que le valió considerables críticas del ala izquierda del partido. 
Shawcross terminó su carrera de abogado en 1951, el mismo año de la derrota del segundo ministerio de Attlee. Se esperaba que se convirtiera en tory, lo que le valió el apodo de "Sir Shortly Floorcross", pero en su lugar se mantuvo fiel a sus raíces laboristas.
A partir de 1952, presidió el Consejo General del Colegio de Abogados durante cinco años. En 1955 fue también tesorero del Gray's Inn. En 1957 se retiró del antiguo organismo para evitar una posible revisión. Aunque George Brown y el Congreso de Sindicatos ya le habían dado su apoyo, prefirió pasar al sector privado. Dentro del partido, fue muy criticado por su mayor implicación en el sector privado, y algunos observadores llegaron a suponer que podría desertar al Partido Conservador en un futuro próximo.
En enero de 1957, durante la vista del presunto asesino en serie, el doctor John Bodkin Adams, fue visto cenando con el presunto amante del acusado, Sir Roland Gwynne (alcalde de Eastbourne de 1929 a 1931), y Lord Goddard, el presidente del Tribunal Supremo, en un hotel de Lewes. La reunión aumentó la preocupación de que el juicio de Adams fuera objeto de una interferencia judicial y política concertada.
Shawcross dimitió del Parlamento en 1958, diciendo que estaba cansado de la política de partido. Sin embargo, sorprendentemente, el propio Shawcross se hizo nombrar mayordomo de la Corona y alguacil del señorío de Northstead el 1 de abril de 1958, por lo que renunció al Parlamento británico. Solo un año después, Shawcross fue nombrado barón Shawcross, entrando así en la Cámara de los Lores. Allí no se unió al grupo laborista, prefiriendo convertirse en un crossbencher. Hasta la década de 1980 no se planteó entrar en el grupo parlamentario del Partido Socialdemócrata, pero luego se abstuvo

### Elevación
Shawcross fue nombrado uno de los primeros pares vitalicios de Reino Unido el 14 de febrero de 1959 como Barón Shawcross, de Friston, en el condado de Sussex, y se sentó en la Cámara de los Lores como diputado.
A continuación, aumentó su participación en el sector privado. Sin embargo, fue brevemente miembro de la Comisión Monckton. A partir de 1960, desempeñó un papel decisivo en la dirección de la Universidad de Sussex, primero como vicerrector y luego como rector de 1965 a 1985. Mientras tanto, presidió la Comisión Real de la Prensa en 1961/62. En el sector privado, fue consultor de una amplia gama de empresas y presidente de Thames Television, entre otras. 

### Rector de la Universidad de Sussex
De 1965 a 1985, Shawcross fue el [2.º] rector de la Universidad de Sussex.

### Defendiendo la libertad de prensa
En 1961 fue nombrado presidente de la segunda Comisión Real de Prensa. En 1967 se convirtió en uno de los directores de The Times encargados de garantizar su independencia editorial. Dimitió al ser nombrado presidente del Press Council en 1974. De 1974 a 1978, fue presidente del Consejo de Prensa y se le describe como "franco en su condena tanto de los periodistas que cometieron excesos como de los propietarios que se beneficiaron de ellos" y como un "valiente defensor de la libertad de prensa".
También en 1974, fue elevado a la Gran Cruz de Caballero de la Orden del Imperio Británico. En 1995 publicó su autobiografía.
En 1983, Shawcross presidió un Tribunal de Investigación para tratar una protesta por el resultado del Campeonato Británico de Turismos de 1983.

## Últimos años
En octubre de 1974, despreció un panfleto del Partido Laborista que recomendaba la aplicación de la "democracia interna" a la política editorial, diciendo: "Esto significa que... habría una especie de comité formado, en el mejor de los casos, por una mezcla de conductores de furgonetas, operarios de prensa, electricistas y demás, sin duda con algunos periodistas, pero más probablemente compuesto por funcionarios sindicales, para tratar la política editorial".
En los honores de Año Nuevo de 1974, Lord Shawcross fue nombrado Caballero de la Gran Cruz de la Orden del Imperio Británico (GBE).
Shawcross fue director de varias empresas, como EMI, Rank Hovis MacDougall, Caffyns Motors Ltd, Morgan et Cie SA y Times Newspapers, y presidente de Upjohn & Co Ltd. Ha sido presidente de la Comisión de Prácticas No Éticas de la Cámara de Comercio Internacional y del Consejo Asesor Interno de Morgan Guaranty Trust Company.

## Premios y filantropía
Shawcross fue miembro del Royal Yacht Squadron y del Royal Cornwall Yacht Club. De 1947 a 1960 fue propietario del Vanity V, un yate de competición de 12 metros diseñado por William Fife según la Tercera Regla Internacional, construido en 1936, que mantuvo en su casa de Cornualles. Un posterior patrón del barco, John Crill, recuerda que le dijeron que Lord Shawcross, "cuando se celebraron las elecciones en 1951, hizo pintar el Vanity V con una gran pancarta de "Vote Labour" a lo largo de toda la cubierta".
En 1957, formó parte de un grupo de eminentes abogados británicos que fundaron JUSTICE, la organización de derechos humanos y reforma legal, y se convirtió en su primer presidente, cargo que ocupó hasta 1972. Participó en la fundación de la Universidad de Sussex y fue rector de la misma entre 1965 y 1985.
Fue presidente de la organización benéfica Attend (entonces Asociación Nacional de Ligas de Amigos del Hospital) de 1962 a 1972.

## Vida personal y fallecimiento
Lord Shawcross se casó tres veces. Su primera esposa, Alberta Rosita Shyvers (m. 24 de mayo de 1924), sufría de esclerosis múltiple y se suicidó el 30 de diciembre de 1943.
Se casó de nuevo solo un año después con Joan Winifred Mather (m. 21 de septiembre de 1944). Sin embargo, este matrimonio también terminó con la muerte prematura de su esposa al caerse de un caballo el 26 de enero de 1974. Tuvieron dos hijos y una hija: el escritor e historiador William Shawcross, Hume Shawcross y la doctora Joanna Shawcross.
A la edad de 95 años, se casó con Susanne Monique (de soltera Jansen), anteriormente esposa de Gerald B. Huiskamp, el 18 de abril de 1997 en Gibraltar. Este matrimonio fue impedido inicialmente por sus hijos, que lo declararon mentalmente incompetente por los tribunales, antes de que los amantes trasladaran el matrimonio a Gibraltar, donde los tribunales fallaron a favor de Shawcross. Lady Shawcross falleció el 2 de marzo de 2013.
Lord Shawcross falleció el 10 de julio de 2003 en su casa de Cowbeech, East Sussex, a la edad de 101 años y está enterrado en el cementerio de Jevington, en Sussex.